# Mesquita (futebolista)
Raimundo Nonato Mesquita (Belém, 2 de setembro de 1950), mais conhecido como Mesquita, é um ex-futebolista brasileiro que jogava como ponta-de-lança. Está entre os seis campeões paraenses pelos três principais clubes locais, conseguindo na ordem por Tuna Luso, Remo e Paysandu nove títulos acumulados. Sete foram pelo "Leão", onde mais se destacou, complementando-se a atacantes físicos como Alcino e depois Bira, além de marcar o gol da recordada vitória sobre o Flamengo no estádio do Maracanã em 1975; no "Papão", fez por sua vez grande dupla com Cabinho.
Mesquita possuía um estilo próprio de jogar: demonstrava classe, mas sem enfeite. Sem apelar ao jogo violento, exibia também bastante gana, como recordado por Dadá Maravilha em conversa extracampo deste com Bira promovida em 1979 pela Placar, quando o veterano reforçou o Paysandu: "lembro de um jogo encardido contra o Remo. Só tenho mágoa do Mesquita, que passou o tempo todo me ofendendo" (no que foi respondido com "ora, Dario, você vai ligar para a guerra de nervos? Mesquita é excelente pessoa").

## Carreira

### Tuna Luso
Mesquita começou nas categorias de base da Tuna Luso no final da década de 1960. Em 1969, passou dos juvenis aos amadores, sendo promovido em 1970 aos profissionais. Os cruzmaltinos sofriam um jejum de doze anos no campeonato paraense, até então o maior de sua história desde a conquista do primeiro título tunante, em 1937.  O jejum foi desfeito exatamente no estadual daquele ano, com Mesquita sendo o vice-artilheiro do elenco campeão, somando quatro gols.
Foram nove vitórias em quatorze partidas e nenhuma derrota da Tuna nos clássicos com o Remo e com o Paysandu; no primeiro turno, a "Águia" chegou a vencer por 4–1 o "Leão" em pleno estádio azulino e também derrotou, por 2–0, o "Papão" no estádio rival. No segundo turno, empatou em 2–2 com ambos, com Mesquita marcando um dos gols na partida contra o Remo. Nas duas finalíssimas, realizadas já em março de 1971, a Tuna venceu as duas partidas contra o Paysandu, por 3–2 em casa e por 1–0 fora. Desde então, a equipe só voltaria a vencer o torneio em 1983 e em 1988, ultrapassando o jejum encerrado naquele título.
O estadual próprio de 1971 foi decidido entre os rivais Remo e Paysandu, que terminou campeão, mas sem ter vencido os dois clássicos com a Tuna: no primeiro turno, empatou em 2–2 no Souza, partida que deu o título do primeiro turno aos alviazuis; e no segundo foi derrotado por 5–1 em partida realizada no estádio do Remo. Mesquita marcou nas duas partidas. Em novembro, ele estreou pela seleção paraense, que não era reunida desde 1962. Na ocasião, substituiu Robilotta no empate em 1–1 com o clube português do Porto, em 21 de novembro. Em 5 de dezembro, marcou um dos gols no empate em 2–2 amistoso com a amazonense em Manaus.
No estadual de 1972, os três grandes venceram cada um turno cada um. O da Tuna foi o segundo, na qual derrotou os rivais por 2–1 (Paysandu) e 2–0 (Remo, na partida que garantiu o título do turno aos tunantes). O Paysandu vencera o primeiro (sem derrotar a Tuna, em empate em 0–0) e o Remo, o terceiro. A situação forçou um triangular na qual os cruzmaltinos começaram melhor, vencendo por 3–2 os azulinos, já no início de agosto. Porém, na segunda partida perderam de 1–0 para os alviazuis, que adiante confirmaram o título em empate em 1–1 no Re-Pa.

### Atlético de Portugal
A ligação da Tuna com a comunidade portuguesa propiciou a transferência de dois de seus principais jogadores ao Atlético Clube de Portugal, Mesquita e Clésio. Considerados a quarta força de Lisboa, os alcantarenses já estavam em declínio, terminando rebaixados à II Divisão no campeonato português de 1972-73. Porém, com substancial contribuição dos brasileiros, o Atlético voltou de imediato à elite, com o terceiro lugar na II Divisão de 1973–74.
O desempenho fez com que o passe de Mesquita fosse procurado pelo Belenenses, por sua vez a terceira força de Lisboa, além do Vitória de Guimarães. O Atlético, porém, não aceitou negociar, o que revoltou Mesquita. Sem estar acostumado ao frio europeu, ele forçou saída de volta ao Pará, onde passou a manter a forma em treinos na Tuna; todavia, o ex-clube não se mostrou interessado em reaver o jogador, com passe ainda preso ao clube português. O Remo sim e, enquanto a compra do passe era negociada, Mesquita foi emprestado aos azulinos. O Atlético terminaria novamente rebaixado alguns anos depois, em 1977, e jamais voltou novamente à elite lusitana.
Em 2023, declarou valorizar a experiência europeia: "lá em Portugal eu tive a responsabilidade de ser um profissional. Aprendi a ser um profissional cuidando do corpo, dentro e fora de campo. Tudo isso me ajudou muito".

### Primeira passagem pelo Remo
Mesquita, inicialmente, não foi titular no Remo na vitoriosa campanha do estadual de 1974. Jogou na estreia, no 6–0 sobre o Júlio César, entrando no decorrer da partida substituindo Soeiro. O turno terminaria ganho pelo Paysandu. Mesquita só voltou a jogar já na segunda fase do segundo turno, em vitória de 2–0 no clássico com a Tuna, sem jogar os 90 minutos - foi substituído por Nena. Sua terceira partida, válida pela decisão do segundo turno, foi o Re-Pa, cujo 0–0 deu o título do turno aos azulinos. Jogou outras duas das seis partidas seguintes: o 0–0 com a Tuna na abertura do segundo turno e o Re-Pa no triangular decisivo, após cada um do trio principal ter ganho um turno. Mesquita marcou o segundo gol da vitória remista por 2–0.
O reforço continuou fora da titularidade absoluta até o segundo turno do estadual de 1975. Nessa fase, brilhou nos clássicos com Tuna (empatando-o em 1–1) e com o Paysandu, derrotado por 3–1 em pleno estádio alviazul, em partida na qual Mesquita marcou duas vezes. Naquela fase, Mesquita também marcou três vezes no 5–0 sobre o Castanhal. Com o Paysandu campeão do primeiro turno e o Remo campeão do segundo, o Re-Pa decidiu o campeonato em jogo único. Nele, Mesquita marcou o segundo gol da vitória azulina por 2–1. O ponta-de-lança terminou em terceiro lugar na artilharia geral, com 14 gols, em ótima dupla com o artilheiro Alcino, que fez 21.
Campeão também em 1973, o Remo não conseguia títulos seguidos desde o início da década de 1950, e em meio ao tricampeonato seguido o "Leão" impôs uma invencibilidade de 23 partidas no Re-Pa, até então a maior do clássico, só encerrada já no ano de 1976. Ainda em 1975, a dupla Mesquita e Alcino sobressaiu-se em outra partida recordada pela torcida azulina - a vitória por 2–1 sobre o Flamengo em pleno estádio do Maracanã. Pelo regulamento da época, a vitória ainda valia dois pontos, podendo valer três se viesse por mais de dois gols de diferença, circunstância explorada pelo Jornal dos Sports, que anunciava de antemão que os rubro-negros obteriam os três pontos. Paulo Amaral era o treinador remista e comprou diversos exemplares para enebriar seus jogadores. Alcino abriu o placar, Zico empatou e Mesquita, de carrinho, marcou o gol da vitória paraense, desencadeando o arremesso de diversos objetos da torcida flamenguista, revoltada com o "vexame".
Em 1976, Alcino foi vendido ao Grêmio. O Paysandu encerrou o jejum no Re-Pa, conseguindo encerrar também a série de títulos estaduais do rival, sendo o campeão de 1976. O título só foi assegurado em acordo extrajudicial, pois o Remo contestava a regularidade de Bira, reserva dos alviazuis. Uma das cláusulas do acordo foi o repasse de Bira aos azulinos. Mesquita passou a realizar grande parceria com o reforço. Em paralelo, voltou a defender a seleção paraense, que não jogava desde 1971, participando da vitória de 2–0 sobre a amazonense em 1 de maio daquele ano.
O Remo obteria novo tricampeonato, entre 1977 e 1979. Antes, pela seleção paraense, Mesquita marcou um dos gols da vitória por 2–1 sobre o Amazonas em Manaus em 16 de fevereiro. Na campanha de 1977, Mesquita marcou cinco gols, incluindo nos clássicos com Tuna (2–2, logo após os tunantes obterem o terceiro turno) e com Paysandu (também 2–2), em campanha de uma única derrota em 23 partidas. na de 1978, a primeira com a inauguração do Mangueirão, a dupla Bira-Mesquita chegou a protagonizar um 10–0, sobre o Liberato de Castro - Bira marcou oito e Mesquita, os outros dois. O Mangueirão foi inaugurado oficialmente em amistoso da seleção paraense com a seleção uruguaia juvenil, derrotada por 4–0 com Mesquita marcando dois gols, em 4 de março. Ele também marcou na vitória amistosa por 3–2 sobre o Amazonas, quatro dias depois.
Já o estadual de 1979 teve repercussão nacional, com a chegada de Dadá Maravilha no decorrer do certame para o Paysandu, ao fim do segundo turno. O Remo ganhou os dois primeiros turnos, mas o veterano correspondeu com gols, que retroalimentavam a ânsia de Bira em marcar mais, em rivalidade que não impedia uma amizade extracampo promovida pela revista Placar, a ponto do próprio Dario recomendar a seu ex-clube Internacional que contratasse Bira. Embalado com Dario, o "Papão" terminou ganhando os outros dois turnos. Mas terminou derrotado no Re-Pa decisivo. Bira marcou 32 gols, ainda um recorde em um único campeonato paraense, e Mesquita somou sete, dois deles em vitória por 5–2 no clássico com a Tuna no Mangueirão. No jogo final, Mesquita quase acertou um gol de bicicleta, com o placar ainda em 0-0. O rival marcaria antes, mas o Remo soube virar para 2-1, com Mesquita fornecendo assistência ao gol do título, em lançamento para o artilheiro Bira.
Aquela taça fez o Remo encostar no arquirrival em número de conquistas estaduais - o "Leão" com 28 e o "Papão" com 29. Bira foi de fato vendido ao Internacional, onde participou naquele ano do único time campeão brasileiro invicto. O Paysandu obteve um bicampeonato seguido com os títulos de 1980 e de 1981, a despeito de Mesquita terminar este campeonato como artilheiro geral, com 14 gols.
A despeito de seu desempenho como artilheiro de 1981, Mesquita começou a ser mal visto pela diretoria azulina, incomodada com uma liderança avaliada como excessiva do jogador. Em 1982, os dirigentes aceitaram troca-lo com o arquirrival pelo zagueiro alviazul Marcos.

### Paysandu
A negociação de Mesquita surpreendeu o público, levando a torcida azulina a protestar energicamente contra os seus dirigentes, que chegaram a tentar desfazer o negócio, sem sucesso. Mesquita chegou ao Paysandu em 14 de maio de 1982. Nove dias depois, participou de outra recordada vitória paraense sobre o Flamengo de Zico, que meses antes havia vencido o Mundial Interclubes do ano anterior. Mesquita foi titular no triunfo de 3–0, vitória com outro sabor especial, no fato de os rubro-negros terem vencido pelo mesmo placar o Remo três dias antes, em triangular amistoso envolvendo as três equipes.
O estadual de 1982 ocorreu no segundo semestre e a contratação de Mesquita foi vista como certeira, com o meia sendo visto como ponto de desequilíbrio dos alviazuis. O artilheiro do torneio foi o colega Cabinho, centroavante que converteu 14 gols, mas Mesquita também destacou-se, marcando dez. Um deles deu a vitória por 2–1 no Re-Pa que decidiu o primeiro turno. Mesquita também marcou em dois clássicos com a Tuna, em vitória por 4–1 no segundo turno e em vitória por 1–0 no terceiro.
Não chegou a marcar nos dois Re-Pas realizados como finalíssimas do torneio (1–1 e 1–0), mas forneceu uma assistência na vitória, sendo descrito como o melhor em campo por A Província do Pará, que publicou que "defendeu, armou, atacou, catimbou e, sobretudo, jogou com uma seriedade que o coloca, atualmente, em posição de destaque entre os grandes jogadores do futebol paraense. Deu o passe para o gol e participou das melhores jogadas ofensivas. Nota 10". O mesmo jornal, no dia seguinte, complementou que "Mesquita fez mais: quando o Remo passou a pressionar logo após o gol de Zezinho, foi Mesquita que soube esfriar o jogo, valendo-se de sua indiscutível experiência, tocando a bola e, às vezes, ter a humildade de saber das um chutão, para fora, um "bico" para aliviar a defesa. Mesquita somou habilidade e raça, experiência e a catimba".
O título colocou Mesquita no seleto grupo de seis jogadores campeões por Tuna Luso, Remo e Paysandu - juntamente com Abel, ao longo da década de 1960 pela dupla Re-Pa e como colega de Mesquita na Tuna de 1970; Marinho, também da Tuna de 1970 e, tal como Mesquita, remista ao longo da década de 1970 e alviazul na de 1980; Juranir, pelos três na segunda metade da década de 1980; Belterra, entre 1988 e 1998, e por fim por Dema (entre 1998 e 2000). Mesquita comemorou a conquista em tom de desabafo, sacudindo a camisa do "Papão" em frente aos diretores azulinos que o haviam renegado.
Mesquita seguiu no Paysandu para a disputa do estadual de 1983, chegando a marcar um gol em empate em 1–1 no clássico com a Tuna, que adiante terminaria campeã. Em 1984, participou de alguns Re-Pas amistosos pelo "Papão", mas saiu do clube ainda antes do início do vitorioso estadual daquele ano.

### Aposentando-se campeão no Remo
O Paysandu também foi o campeão de 1985, com Mesquita já de volta ao Remo, que vivenciava jejum desde 1979. O "Leão", com Mesquita na titularidade, voltou a ser campeão no estadual de 1986, onde o meia chegou a marcar no clássico com a Tuna (perdido por 3–2 para os cruzmaltinos no primeiro turno, onde estes terminaram campeões).
Em 2020, uma eleição oficial promovida pelo Remo entre torcedores escolheu Mesquita para o time dos sonhos do clube. Recebeu 55,4% dos votos para a vaga única de meia-atacante ou ponta, superando Rogério Belém, Luís Müller e Júlio César "Uri Geller".

## Atualmente
Mesquita já cursava engenharia agrária na Universidade Federal Rural da Amazônia (UFRA), então Faculdade de Ciências Agrárias do Pará (FCAP), na década de 1970. Também exerceu cargo de vereador de Belém e atualmente trabalha na Secretaria Executiva de Esporte e Lazer do governo do Pará.
Sem descuidar-se do estudos, pôde formar-se no curso universitário, a ponto de desde 1993 ser o responsável pelo gramado do Mangueirão e por dar pareceres técnicos para aprovação ou veto do uso de outros estádios no campeonato paraense: "foi uma grande coincidência. Dentro da agronomia você tem várias opções de atuação. Em 1993 surgiu a oportunidade de eu cuidar do gramado do Mangueirão. Assim que entrei aqui, descobri que era onde eu queria ficar. Fiquei deslumbrado com o serviço que poderia ser feito no gramado. Na época, ainda não tinha especialidade em gramado, mas saí de Belém e fui estudar, fazendo cursos em São Paulo e no Rio de Janeiro. Não via, no início da carreira como agrônomo, a oportunidade de trabalhar com gramados, mas quando cheguei aqui gostei da área e corri atrás de aprender mais coisas", explicou em 2022. Em 2023, acrescentou: "até hoje, graças a Deus, me esforço muito. Estudo muito para que realmente a coisa aconteça de maneira bem bacana no nosso estádio".
Em 2012, por ocasião da centésima edição do Campeonato Paraense de Futebol, Mesquita foi um dos contemplados com uma plaqueta da Federação Paraense de Futebol, na qualificação de um dos campeões pelos três grandes.

## Títulos
Tuna Luso
- Campeonato Paraense: 1970

Remo
- Campeonato Paraense: 1974, 1975, 1977, 1978, 1979 e 1986

Paysandu
- Campeonato Paraense: 1982